# Tineke Huizinga
Johanna Catharina (Tineke) Huizinga-Heringa (ur. 16 lutego 1960 w Dantumadeel) – holenderska polityk i działaczka społeczna, parlamentarzystka, w latach 2007–2010 sekretarz stanu ds. transportu, robót publicznych i gospodarki wodnej w gabinecie Jana Petera Balkenende, w 2010 minister budownictwa, planowania przestrzennego i środowiska w tym samym rządzie.

## Życiorys
Dzieciństwo spędziła w Amersfoort, gdzie jej ojciec był dyrektorem szkoły podstawowej. W 1978 rozpoczęła studia prawnicze na Uniwersytecie w Utrechcie, podczas których działała w chrześcijańskim stowarzyszeniu Ichthus. Poznała tam swojego przyszłego męża Ruurda Huizingę. Ma dwie córki i syna. Po studiach współpracowała jako tłumaczka z organizacją Open Doors działającą na rzecz praw chrześcijan na świecie, później związała się z organizacją VluchtelingenWerk Nederland, działającą na rzecz uchodźców i azylantów.
Od 1998 członkini Reformatorische Politieke Federatie, po zjednoczeniu tej partii z GPV znalazła się wśród członków ChristenUnie. Od 1998 do 2002 zasiadała w radzie miejskiej w Heerenveen. W 2002 po raz pierwszy została wybrana do Tweede Kamer, wyprzedzając w głosowaniu znajdującego się na wyższym miejscu listy Eimerta van Middelkoopa. Była pierwszą w historii kobietą reprezentującą ChristenUnie w parlamencie. W 2003 i 2006 z powodzeniem ubiegała się o reelekcję do niższej izby Stanów Generalnych. W parlamencie zajmowała się sprawami zagranicznymi, współpracą na rzecz rozwoju, integracją cudzoziemców oraz sprawami wojska. Od czerwca 2002 do czerwca 2003 zasiadała w komisji parlamentarnej badającej sprawę holenderskiej odpowiedzialności za masakrę w Srebrenicy.
Po wejściu ChristenUnie w skład koalicji rządzącej 22 lutego 2007 została sekretarzem stanu w resorcie transportu, robót publicznych i gospodarki wodnej w czwartym gabinecie Jana Pietera Balkenende. 23 lutego 2010 uzyskała nominację na stanowisko ministra budownictwa, planowania przestrzennego i środowiska, po tym jak PvdA wystąpiła z koalicji rządzącej. Na funkcji tej pozostała do 14 października 2010. W 2015 powołana na dyrektora protestanckiej fundacji Wilde Ganzen. W 2019 została wybrana na senatora do Eerste Kamer (reelekcja w 2023).
Oficer Orderu Oranje-Nassau (2010).